# لوکوموتیو سری ئی‌ام‌دی جی۲۲سی
لوکوموتیو سری ئی‌ام‌دی جی۲۲سی (انگلیسی: EMD G22C Series) یک سری لوکوموتیو دیزلی ساخت شرکت‌های آستارسا، Equipamentos Villares S.A. , الکترو-موتیو دیویژن، جنرال موتورز دیزل، هنشل، ماکوسا است.
این لوکوموتیوها که مابین سال‌های ۱۹۶۹ تا ۲۰۰۱ تولید می‌شده دارای ۱٬۵۰۰–۱٬۶۵۰ اسب بخار قدرت و ۱۰۵–۱۵۰ کیلومتر بر ساعت سرعت نهایی بوده است.

## مدل‌ها

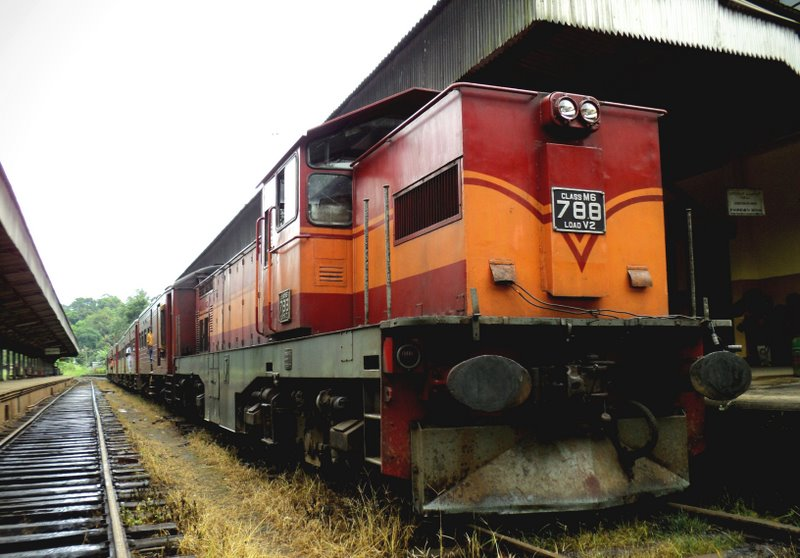
G22CW در سری‌لانکا

- G22CW
- G22CU
- G22CU-2
- GL22C
- GL22C-2